# Eloy Colombano
Emmanuel Eloy Colombano (Pehuajó, 15 giugno 1983) è un ex calciatore argentino, di ruolo centrocampista.

## Carriera
Cresciuto nell'Estudiantes de La Plata, vi giocò dal 2001 al 2005 nella Primera División Argentina, per trasferirsi al Defensa y Justicia squadra militante in Primera B Nacional l'anno successivo.
L'8 agosto 2007 passò alla Major League Soccer dove giocò solo quella stagione, con i Kansas City Wizards, disputando 17 gare e siglando una rete.